# Philippe Bunau-Varilla

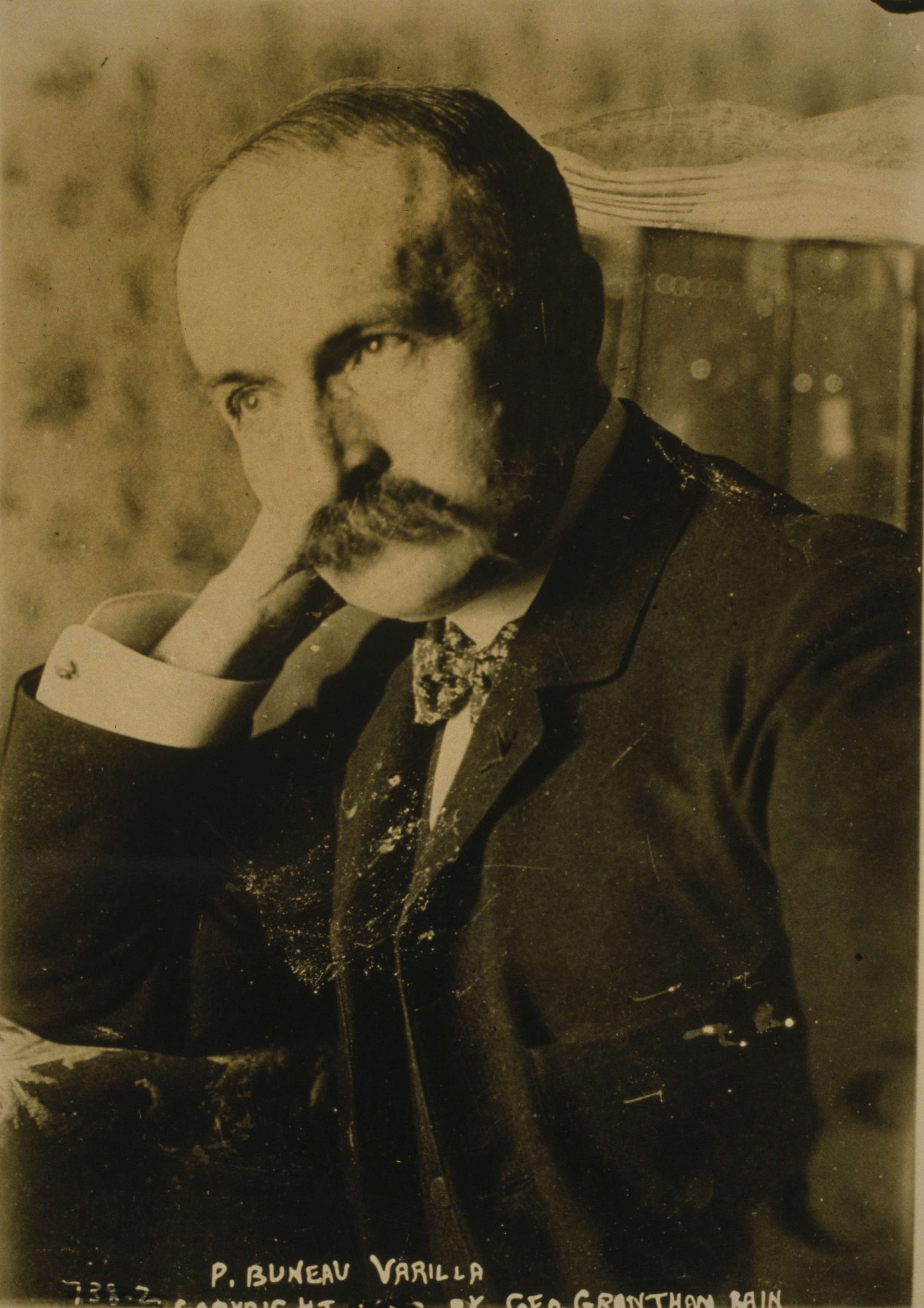
Philippe Jean Bunau-Varilla

Philippe Jean Bunau-Varilla (* 26. April 1859 in Paris; † 18. Mai 1940 ebenda; auch: Philippe Bunau-Varilla) war ein französischer Ingenieur, Diplomat und Soldat. Als Lobbyist beeinflusste er die Entscheidung der Vereinigten Staaten, eine Wasserstraße durch Panama, den Panamakanal, zu bauen, und unterstützte Panamas erfolgreiche Loslösung von Kolumbien im Panamakonflikt.

## Leben
Der unehelich 1859 in Paris geborene Philippe Bunau-Varilla  schloss 1880 die École polytechnique ab und beendete drei Jahre später die École nationale des ponts et chaussées. Er wurde von der Compagnie Universelle , der (ersten) französischen Panamakanal-Gesellschaft von Ferdinand de Lesseps eingestellt und ein Jahr später, 1884, nach Panama entsandt, wo er schnell zum Chefingenieur aufstieg und eine der drei Abteilungen der Panamakanal-Gesellschaft leitete. Im Alter von 26 Jahren hatte Bunau-Varilla in Panama vorübergehend die Geschäftsführung übernommen.
Als die Firma Lesseps im Jahre 1888 unter Betrugsvorwürfen bankrottging, verteidigte Philippe Bunau-Varilla, um das französische Interesse wiederzubeleben, eifrig die Kanalidee und schrieb zwei Bücher über diesen Kanal. Er versuchte, erfolglos, russische Unterstützung zu erhalten. Überdies versuchte er sich in verschiedenen Projekten, darunter dem gemeinsam mit seinem Bruder Maurice erfolgten Kauf der Pariser Zeitung Le Matin.
1894 kehrte er nach Panama zurück, als er ein bedeutender Investor der Compagnie Nouvelle du Canal de Panama, der zweiten französischen Panamakanal-Gesellschaft wurde, die die Konzession und andere Vermögenswerte der gescheiterten Compagnie Universelle du Canal Interocéanique übernahm. Die neue Firma gab die Hoffnungen auf die Fertigstellung des Kanals auf und versuchte, die Planungen an die Vereinigten Staaten zu verkaufen.
Die amerikanische Regierung reagierte zunächst nicht. 1902 überlegte jedoch der US-Senat, ob er eine panamaische oder eine nicaraguanische Route für einen Kanal zwischen den beiden Ozeanen wählen sollte. Durch entschlossene Bemühungen von Nelson W. Cromwell, dem New Yorker Anwalt der Compagnie Nouvelle…, und später von Philippe Bunau-Varilla, wählten die Vereinigten Staaten schließlich die panamaische Route. Bei verschiedenen Reisen in die Vereinigten Staaten traf er dabei Prominente, hielt Vorträge und veröffentlichte eine Broschüre mit dem Titel Panama oder Nicaragua. Um seinen Entwurf zu verdeutlichen, dass Vulkane die nicaraguanische Route bedrohen würden, kaufte er nicaraguanische Briefmarken, auf denen der Vulkan Momotombo Asche und Rauch ausspie, und verteilte sie an jeden US-Senator.
Beeinflusst von solchen Bemühungen, verabschiedete der US-Kongress 1902 den Spooner Act, der den Bau von Kanälen in Panama vorsah, wenn mit Kolumbien, zu dem Panama zu dieser Zeit gehörte, vernünftige Vereinbarungen getroffen werden konnten. Als der Vertrag mit Kolumbien nicht ratifiziert wurde, unterstützte Bunau-Varilla schließlich eine panamaische Revolution. In New York plante er mit Revolutionären und verfasste eine Proklamation der Unabhängigkeit, einen Entwurf für eine Verfassung, einen Plan für militärische Operationen und eine Flagge des künftigen Panama.
Nach der erfolgreichen Loslösung Panamas erkannten die Vereinigten Staaten rasch das unabhängige Panama an. Im Gegenzug und obwohl er ein französischer Staatsbürger war, ernannte ihn die provisorische Regierung Panamas zum bevollmächtigten Minister in den Vereinigten Staaten. Am 18. November 1903, nur wenige Stunden bevor eine panamaische Delegation in Washington, D.C. eintraf, unterzeichnete er den Hay-Bunau-Varilla-Vertrag mit US-Außenminister John Hay, der den Vereinigten Staaten das Recht gab, sowohl in Panama einen Kanal zu bauen, als auch bedeutende Hoheitsrechte innerhalb des panamaischen Staates links und rechts des Kanales zu übernehmen. Letztlich brachte dieser Vertrag Millionen für die Aktionäre der Compagnie Nouvelle du Canal de Panama.
Als die Panamaer bei der Ratifizierung des Vertrags Vorbehalte einbrachten und gegen Bestimmungen protestierten, die den Vereinigten Staaten Rechte einräumten, die direkt auf Panamas Souveränität einwirkten, drohte Philippe Bunau-Varilla ihnen mit der Rückkehr der kolumbianischen Streitkräfte, was wiederum die panamaische Regierung scheute und dem Vertrag schließlich zustimmte.
Zurückgekehrt nach Frankreich widmete er sich Eisenbahnprojekten im Kongo und nach dem Ersten Weltkrieg solchen für die Pariser Metro. Als Offizier der französischen Armee während des Ersten Weltkriegs verlor Bunau-Varilla ein Bein auf dem Schlachtfeld von Verdun, während er Ingenieurarbeiten beaufsichtigte.
Er verteidigte sein Wirken in Panama und in den USA in weiteren Schriften und erklärte sogar, dass dieses in Panama zu Deutschlands Niederlage im Krieg beigetragen hätte (La Grande aventure du Panama, son rôle essentiel dans la défaite de l’Allemagne, 1920). In panamaischen Publikationen wurde er jedoch verunglimpft.
In den späten 1920er-Jahren widmete er sich Methoden der Verbesserung der Wasserhygiene (franz.: Verdunisation).
Philippe Bunau-Varilla starb am 18. Mai 1940 in Paris.

## Schriften (Auswahl)
- Panama, le passé, le présent, l’avenir. Panama, le trafic, 1892
- Le Détroit de Panama, documents relatifs à la solution parfaite du problème de Panama détroit libre, large et profond, 1907
- Panama, la création, la destruction, la résurrection, 1913
- La Grande aventure du Panama, son rôle essentiel dans la défaite de l’Allemagne, 1920 (The Great Adventure of Panama, 1920, in Englisch auf net.lib.byu.edu)
- La Verdunisation des eaux, 1929
- De Panama à Verdun: mes combats pour la France, 1937 (Selbstbiographie)

## Auszeichnungen
- Chevalier de la Légion d’Honneur (Ch. LH, 1887)
- Officier de la Légion d’Honneur (O. LH, 1904)
- Commandeur de la Légion d’Honneur (C. LH, 1917)
- Grand Officier de la Légion d’Honneur (G. O. LH, 1930)
- Grand-croix de la Légion d’Honneur (G. C. LH, 1938)
- Croix de guerre mit einem Stern und zwei Palmzweigen